# Studená (Oderské vrchy)
Studená (německy Kaltenhübel, 625 m n. m.) je nejvyšším vrcholem v okrese Přerov. Nachází se v Olomouckém kraji v jižní části Oderských vrchů v katastru vesnice Středolesí (části města Hranice). Vrcholové části hory jsou využívány jako zemědělská půda. Na vrcholu jsou zasazené stromy. Poblíž vrcholu vede asfaltová silnice ze Středolesí do Boškova. Za vhodných povětrnostních podmínek lze dohlédnout až do Jeseníků, Beskyd nebo do údolí Moravské brány.

## Další informace
Poblíž se nacházejí vrcholy Perná, Za Humny, Juřacka, Vypálené, Rusalka a Obírka. Lesní cestou přes Kamenný žleb se lze dostat do údolí Peklo.
Podél vrcholu vede cyklostezka po asfaltové silnici.

## Galerie

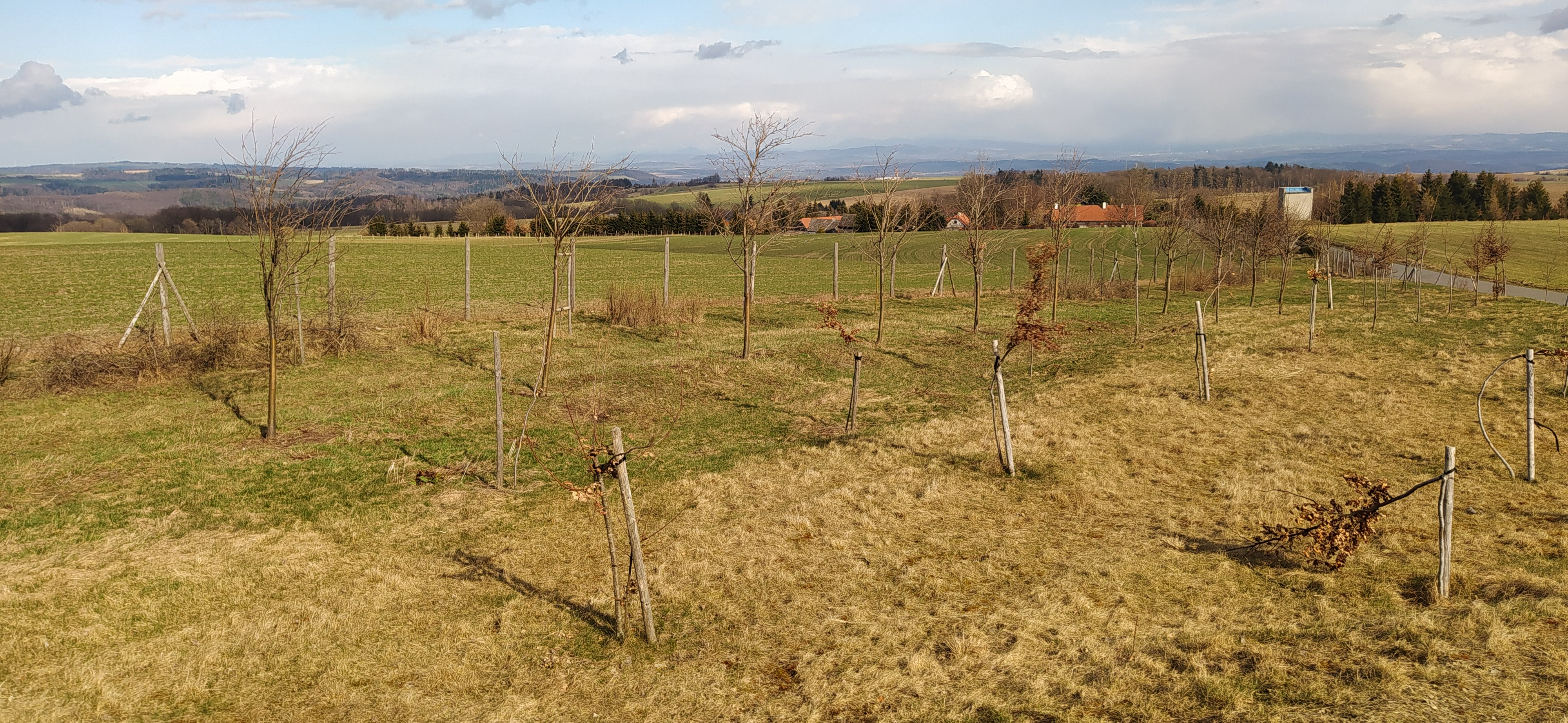
Studená, pohled z vrcholu směrem ke Středolesí